# Jeu de jambes
 (décembre 2017).
- Si vous ne connaissez pas le sujet, laissez ce bandeau (vous pouvez alors contacter les auteurs).
- Si vous supprimez le contenu mis en cause (vous pouvez préalablement contacter les auteurs),

argumentez précisément cette suppression dans la page de discussion
(un manque de référence n'est pas un argument ; une recherche réelle de référence doit avoir été effectuée, être formellement documentée).
 (juillet 2020).
Si vous disposez d'ouvrages ou d'articles de référence ou si vous connaissez des sites web de qualité traitant du thème abordé ici, merci de compléter l'article en donnant les références utiles à sa vérifiabilité et en les liant à la section « Notes et références ».
En danse à deux, un jeu de jambe est une série de pas ou de mouvements du bas du corps très spécifiques, qui soit caractérisent particulièrement la danse, soit sortent du cadre basique de la danse concernée. 

## Continuité et cinématique
La cinématique du pas en danse se fait sur la continuité du mouvement et sa cinématique.
En ce qui concerne la continuité, il existe deux types de pas : les pas « avec » et les pas « sans » transfert du poids du corps sur l'autre pied. Ils ont deux cinématiques différentes :
1. Sans transfert : la jambe d'air commence à bouger avec la fin du pas précédent et finit de bouger avec le pas suivant.
2. Avec transfert : la jambe d'air commence à bouger avec la fin du pas précédent sans transfert de poids. En général, elle est censée le terminer « au fond du temps » (dans les faits quelques millisecondes après le temps, pour donner un effet de propreté, de puissance et de maîtrise). Une fois que la jambe d'air a terminé son mouvement, le transfert du poids du corps peut commencer.

## Vocabulaire
Pour comprendre facilement comment faire les pas et comment lire les descriptions, cette section présente les tailles de pas, les positions de pieds, le timing et les pas de base.

### Tailles de pas
- Petit pas : longueur = longueur d'une chaussure)
- Pas normal : longueur = largeur du bassin (=zone accessible avec la pointe du pied d'air et avec la jambe de terre tendue)
- Grand pas : longueur > longueur du bassin, nécessité de plier la jambe de terre pour pas démarrer le transfert
- Très grand pas : longueur > 2 longueurs de bassin. Nécessite de plier la jambe de terre et de démarrer le transfert durant le pas (surtout utilisé en valse)

### Les Pieds
Parallélisme des pieds
- Pieds parallèles
- En dedans (les pointes des pieds sont plus proches entre elles que les talons entre eux). Si on plie les genoux avec ces derniers seront amenés à se toucher. C'est une position à éviter en général, sauf pour mettre en valeur un en-dehors.
- En dehors (inverse de l'en dedans)
- En dehors naturel : position naturelle des pieds avec les genoux qui plient parallèles entre eux et vers l'avant . C'est la position la plus naturelle et stable en danse (à privilégier)
- En dehors classique : en dehors poussé à l'extrême avec les pieds parallèles. Cette position est celle qui crée le plus beau galbe pour la jambe et la cuisse (d'où son usage par défaut en danse classique). Atteindre cette position signifie que l'on a des hanches très mobiles, ce qui est un atout pour rentre les jeux de jambes plus visuels.

Positions
- 1re : talon d'air contre talon de terre
- 2e : talon d'air écarté du talon de terre selon l'axe du bassin (latéralement)
- 3e : talon d'air contre creux du pied de terre
- 3e ouverte : talon d'air écarté du creux du pied de terre à 45° (à mi-chemin entre 2nde et 4ème). C'est la position la plus naturelle et la plus stable.
- 4e : talon d'air écarté du creux du pied de terre et vers l'avant
- 5e : Talon d'air contre pointe du pied de terre

Le mouvement
- Pied Pointé : pied tendu dans le prolongement de la jambe (nécessite de la souplesse au niveau du pied). C'est la position par défaut du pied.
- Pied Flex : pied en porte-manteau (opposé du pied pointé)
- Le déroulé : c'est le mouvement nominal du pied. utilisé lors des transferts de poids, il consiste à mettre le progressivement poids du corps d'abord sur les orteils puis au fur et à mesure que le pied supporte de plus en plus de poids, celui-ci ve se répertir sur l'arrière des coussinets du coup de pied. c'est le principe inverse lorsque le poids dus corps est amené sur l'autre pied.

La hauteur de danse
- Danser sur 1/2 pointe donnera de la légèreté
- Danser à plat (mais avec déroulé) donnera de la lourdeur et de l'encrage au mouvement.

### Pas de base
Vocabulaire de base utilisé pour décrire les pas. Entre parenthèses sera mentionnée la traduction anglaise (ou française si le terme anglais est plus communément usité).
- Pose (Boll) : posé du pied à plat sur le sol avec transfert du poids du corps simultané (différent du marche). Si non précisé, le pied est posé en position neutre, c'est-à-dire sous la hanche ou en 3ème ouverte, et avec un déroulé du pied.
- Talon (heel) : équivaut à un pose avec les talon.
- Kick : coup de pied (flex ou tendu) en tendant la jambe. Si non précisé, le kick est effectué vers l'avant et pied flex (en porte-manteau)
- Pointe (touch ou point) : équivaut à un kick mais avec la pointe du pied tendue et touchant le sol durant tout le mouvement. Il n'y a pas de transfert du poids du corps.
- 1/2 pointe : talon décollé au maximum, contact au sol avec les coussinets & les orteils. Par défaut, il n'y a transfert du poids sur la 1/2 pointe sauf si cette dernière finit le mouvement.
- Transfert (Rock ou change) : changement d'appui = transfert du poids du corps d'un pied vers l'autre sans bouger ni lever les pieds.
- Split weight (poids au milieu) : position assez rare (car très handicapante) ou le poids du danseur est réparti sur les deux pieds. Il est à noter que par défaut, le danseur cherche toujours à avoir le poids du corps centré au dessus d'en seul de ses pieds quand il danse.
- Marche (step) : pas sur 1 temps, équivaut à pointe-transfert. Souvent, on utilisera marche/marche. A noter que le touch se fait sur le temps et le transfert entre les temps (sinon, on est ce qu'on appelle hors timing)
- Triple pas (triple step ou suffle) : se fait sur 2 temps et équivaut à [pose-pose-marche]. C'est le pas classique permettant de changer de pied de manière plus dynamique qu'un simple (marche). le triple step se fait dans une seule direction (ex : droite et droite, ou avant et avant, , etc.). Le triple pas démarre toujours sur un temps fort (1, 3, 5 ou 7) et se compte 1 & 2 ou 3 & 4.
- Jambe de terre : jambe supportant le poids du danseur.
- Pied d'appui : pied de la jambe de terre.
  - Jambe d'air : jambe ne supportant pas le poids du danseur
- Croisé (cross) : pose du pied droit à gauche du pied gauche et vice-versa. On notera le croisé devant (front cross) si la jambe d'aire passe devant la jambe de terre, sinon, on aura un croisé arrière (back cross). Il n'y a pas de transfert de poids sur un croisé, par contre le transfert se fera automatique ment avec le démarrage du pas suivant.
- Slide (glissé) : glissé du pied à plat sur le sol avec un mouvement rectiligne (proche d'un pointe mais avec le pied à plat). Le glissé se fait sans mettre de poids du corps sur le pied qui glisse (par défaut pied d'air, même en contact avec le sol). Pour donner de l'amplitude au glissé, on démarre ce dernier en en-dedans et on le termine en en-dehors.
- Rondé (rondé ou sweep) : grand mouvement circulaire sur le sol exécuté avec la jambe d'air et centré sur le pied d'appui.
- Stomp (stomp) : Issu des claquettes, ce mouvement consiste à faire un pose sans déroulé du pied. On donne un coup sur le sol avec le pied à plat (stomp en anglais).
- Arrière (back) : un pas vers l'arrière
- Avant (front) : un pas vers l'avant
- Côté (side) : un pas de côté (si ça fait un croisé, c'est que c'est pas le bon côté !). Si ce n'est pas explicite, on dira également Droite (right) ou Gauche (left) pour un pas de côté dans cette direction.
- Derrière (behind) : Croisé derrière
- Brush (brossé) : action de brièvement et légèrement frotter le sol lors dun mouvement de pied. Le brush se fait naturellement dans la direction que prendrait le piet pour retrouver une position neutre.
- Joint ou Collecter (close ou collect) : ramener la jambe d'airs vers la jambe de terre en position pieds joints.
- Talon-pointe (heel-toes ou toes-heel) : action de faire pivoter son pied alternativement sur le talon et la pointe (en éventail), en parallèle ou en opposition de phase (alternance de position en-dedans et en-dehors).

### Rythmique
Pour plus de lisibilité, on notera :
- / un changement de pied (=transfert de poids du corps)
- - 2 mouvements successifs avec le même pied
- ...&...&... Trois mouvements sur 2 temps
- ...&... trois mouvements sur 2 temps (le & correspond alors à un pose)
- {..., ..., ...} Série de mouvements sur 1 temps
- ...+... : 2 mouvements simultanés
- (...) : mouvement implicite (se faisant naturellement)

Si non précisé, les mouvements se font sur 2 temps.

## Jeux de jambes typésSwing
Le milieu du swing s'est créé dans les années 30, et en même temps les pas basiques du swing. Beaucoup sont issus du charleston et constituent la base des danses jazz. Ce sont les mouvements Jazz-roots. On retrouvera notamment :
- Le Charleston : pas basique en lindy-hop notamment. [8 temps : Pose en arrière/neutre/kick avant - pose / kick avant - et - kick arrière - pose]
- Le Kick-Boll-Change : pas très utilisé en hip-hop, issu des claquettes. Son nom est explicite [2 temps : kick & Pose & Transfert]
- Le Suzie Q : pas créé pas F. Manning par rapport à la chanson Doing the Susie Q de L.H. Armstrong, qui lui-même l'a composée à la suite d'une des multiples danses du moment (comme l'ont été par la suite le twist, le jerk ou la tektonik). En argot américain, une Suzie désigne une jeune femme timide mais entreprenante (dû au fait que beaucoup d'asiatiques s'appelaient Suzie à l'époque), il se peut que le terme ait également été popularisé par la renommée de Suzie-Jane Quealy (Dwyer) à l'époque. Ce pas consiste à croiser les jambes et à les décroiser. [2 temps : croise talon devant/Slide-transfert] ou [2 temps : croise devant stomp /Slide transfert] (pour plusq d'esthétique on sera amené à faire de croisé avec un en-dedans et le slide avec un en-dehors.
- Marsh Patatoes : littéralement écrasé de pommes de terre. [côté-talon-pointe-talon-pointe.... (jambe de terre) + laisser glisser la jambe d'air]
- Twist : pieds parallèles durant tout le mouvement, split weight et sur 1/2 pointe. Action de pivoter les pieds (les genoux en fait) de droite à gauche, en parallèle alternativement (sans bouger le buste)
- Swivels : Twists avec transfert du poids du corps à chaque pivot (et en ramenant la jambe d'air et en marchant). Les swivels se font généralement en avançant out en reculant (on sera alors sur les talons) sans bouger le buste.
- Shorty Georges : twists réalisés en avançant et en se faisant tout petit (Georges Snowden était très petit comme danseur). Le shorty georges se démarre généralement avec un kick.
- Apple Jack : Talon-pointes successifs en opposition de phase.

## Jeux de jambes typésLatino
- Mambo : [4 temps : avant & arrière & pose / arrière & avant & pose] (parfois, le mambo peut se faire uniquement sur les 2 premiers temps
- Casino (salsa) : [4 temps : croisé & marche & décroise / croisé & marche & décroise]
- Chacha : [8 temps : côté / avant / arrière / côté & côté / arrière / avant / côté &]
- Cucaracha [8 temps : Côté & côté & joint / côté & côté & joint]

## Jeux et pas de Danses Sportive & Line Dance & Hip-Hop
(Attention quelques subtilités peuvent exister avec les définitions de la Line dance)
- Les patinettes (slides) : ce mouvement est caractéristique du Hip-Hop et popularisé par Michael Jackson. [1 temps : {pointe, 1/2 pointe (+ transfert sur la 1/2 pointe), glissé }] (le succès du mouvement consiste à bien garder le pied au sol durant le glissé). Si le glissé est latéral, il est beaucoup plus visuel de le commencer par un en-dedans et de le finir par un en-dehors (comme pour tous les glissés latéraux).
- Coaster step : [Arrière & joint & avant]
- Sailor step : aussi appelé "cross-boll-change" [croise & décroise & transfert]
- Suffle step : [côté & croise & décroise] (plus élégant que le chassé)
- (pas) chassé : [côté & joint & côté]
- Anchor step : en position de pieds 3ème ouverte ou fermée :  [change + triple step] (change = démarrer le mouvement avec le poids du corps sur la 1/2 pointe)
- Back step : [Arrière & Avant]
- Rock Step : [Avant & arrière] (souvent utilisé abusivement en france pour enseigner le rock'n' roll à la place du back step)
- Tour Pivot (Pivot turn) : par défaut la rotation est d'1/2 tour, mais on peut tourner autant qu'on le souhaite. [1/2 pointe + 1/2 rotation (180°)]
- Tour déboulé : action de faire un tour sur soi même,  en triple pas et en se déplaçant vers l'avant. Les pas "marche" se font en position de 4ème. [marche + 1/4 de tour & joint + 1/4 de tour & marche + 1/2 tour] (on se retrouve dans la même position qu'au départ)
- Tour déboulés chaînés (chaînés) : enchaînement de plusieurs tours déboulés.
- Grapevine / vine : 4 pas dans une direction [croise devant / côté / croise derrière / côté] (ou inverse)
- Lock step : idem que le grapevine mais en croisant toujours devant
- Carré / Jazz box / Boîte de Jazz / Box Step : Les pieds se posent sur les 4 coins d'un carré dans le sens des aiguilles d'une montre (ou dans le sens inverse). [4 temps croise / arrière (derrière l'autre pied) /croise/collecte
- Hook : (crochet du pied d'air derrière le pied d'appui) en position de pieds 3ème ouverte : [1 temps : change + croisé derrière-transfert + avant]
- Pas de bourrée : [croise derrière & côté & joint]
- Camel Walk : [avance & avance] ou [arrière & arrière]
- Cross suffle : [croisé-décroisé-croisé]
- Eventail (fan) : partir pieds joints et ouvrir les pointes de pied (en étant sur les talons) ou l'inverse.